# 伊丽娜·库恩特
伊丽娜·库恩特（德語：Irina Kuhnt，1968年1月18日—），德国女子曲棍球运动员。她曾代表德国参加1992年和1996年夏季奥林匹克运动会曲棍球比赛，其中1992年奥运会获得一枚银牌。